# Glenelg War Memorial

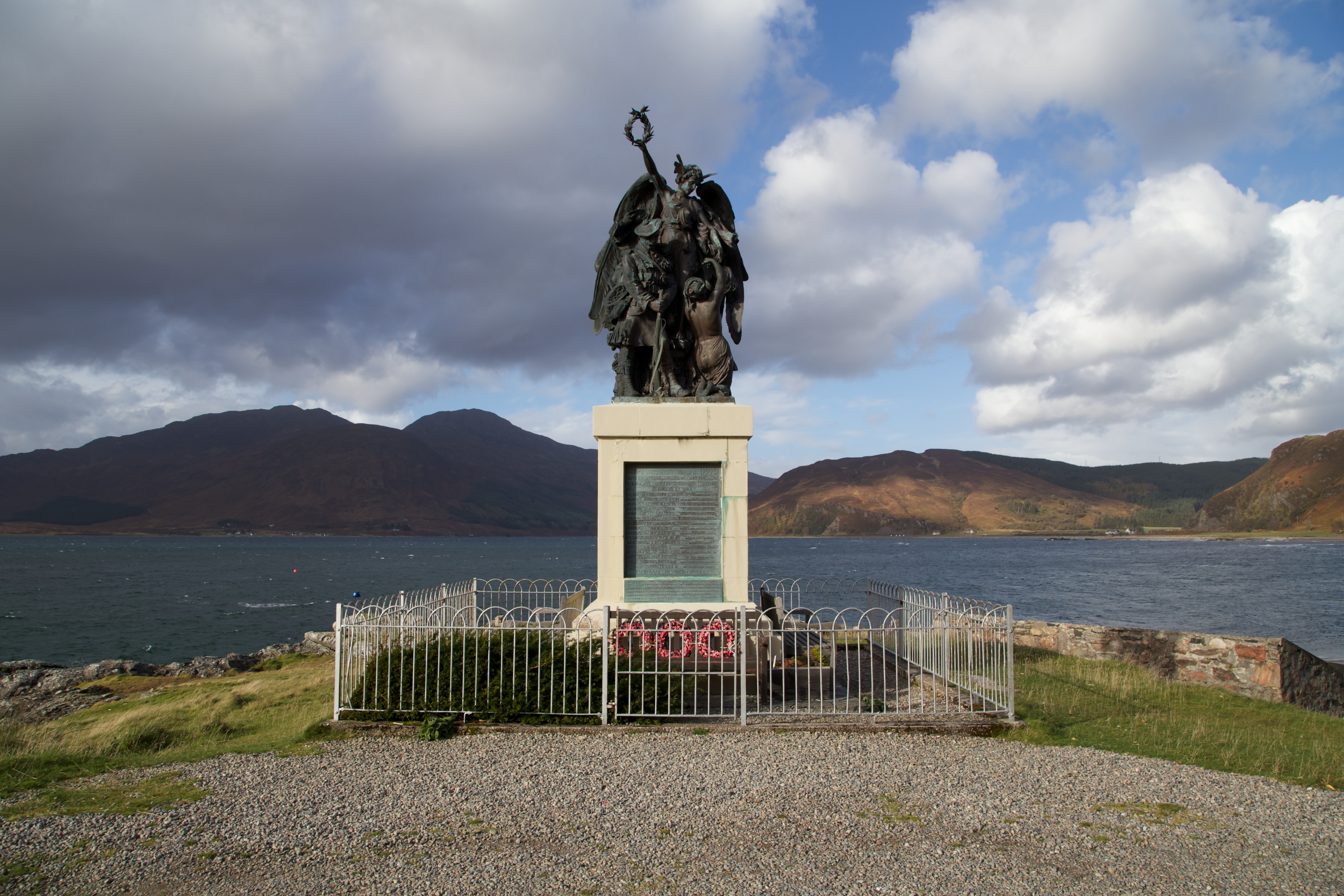
Glenelg War Memorial

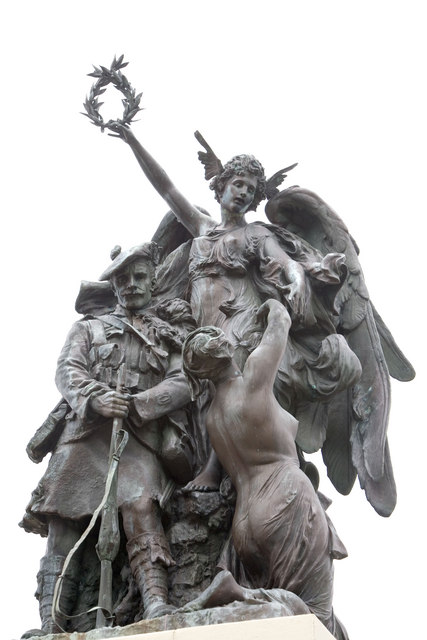
Details der Plastik

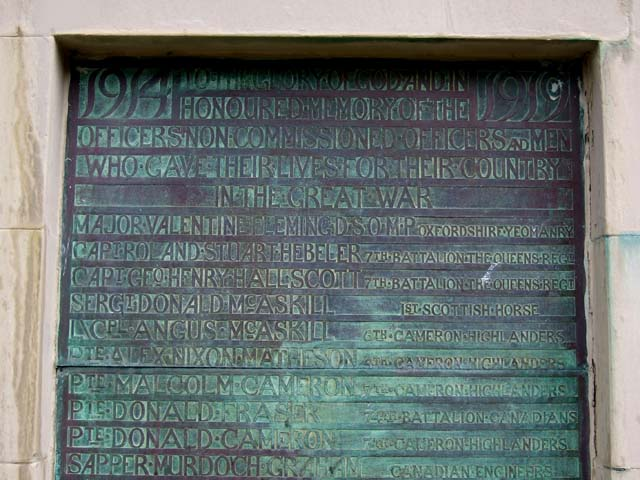
Ausschnitt der bronzenen Gedenkplatte

Das Glenelg War Memorial ist ein Kriegerdenkmal in der schottischen Ortschaft Glenelg in der Council Area Highland. 1971 wurde das Bauwerk in die schottischen Denkmallisten zunächst in der Kategorie B aufgenommen. Seit 2003 steht es in der Denkmalkategorie A, der höchsten Kategorie.

## Geschichte
Bereits im Dezember 1916 bekundete Lady Scott of Eilannreach ihren Wunsch nach der Errichtung eines Denkmals. Durch Kampfhandlungen im Ersten Weltkrieg hatte sie ihren im September 1915 gefallenen Schwiegersohn Roland Stuart Hebeler und ihren Sohn George Henry Hall Scott, der im Juli 1916 am ersten Tag in der Sommeschlacht gefallen war, verloren. Beide dienten im 7. Bataillon des Queen’s Regiments. Gegenüber dem Architekten Robert Lorimer, den sie mit der Errichtung zu beauftragen suchte, begründete sie ihre Motivation: „…so viele junge Männer sind gegangen, ihre Frauen und Mütter sahen sie gehen und sie wurden getötet. Nur trostlose Erinnerungen sind geblieben. Gäbe es ein Denkmal, würde es die armen, einsamen Seelen ansprechen, die nie ihre Häuser verlassen, und sie könnten sich dort versammeln, die Namen ihrer Söhne sehen und spüren, dass eine Verbindung besteht zwischen ihnen und jenen, die sie verloren haben. Die glücklichsten Tage erlebten mein Sohn und mein Schwiegersohn ebenfalls in Glenelg und mir würde es gefallen, ihre Namen auf dem Denkmal lesen zu können.“
Lorimer nahm den Auftrag an und fragte den aufstrebenden Skulpteur Louis Deuchars an, ein Modell einer Bronzeplastik zu schaffen. Der Auftraggeberin gefiel das kleine Tonmodell der Plastik, das Deuchars präsentierte, sodass er mit der Ausarbeitung des tönernen Gussmodells begann. Deuchars Arbeiten dauerten rund zwei Jahren an und Lorimer honorierte Deuchars Arbeit mit 6 £ je Arbeitswoche. Auf dem Transport des Modells zur Gießerei in Fulham wurde der Kopf der Engelsfigur schwer beschädigt, weshalb Deuchars zur Kaschierung der Schäden dessen Haarvolumen deutlich vergrößern musste. Den Guss leitete Alexander Parlanti. Lady Scott lieferte den Inhalt der Inschrift der bronzenen Gedenkplatte, die von Charles Henshaw in Edinburgh gegossen wurde. Die Enthüllung des fertiggestellten Denkmals erfolgte am 23. Oktober 1920 durch den Politiker John Harmood-Banner und dessen Ehefrau. Die Gesamtkosten beliefen sich auf etwa 2560 £. Ab 2009 wurde das Denkmal in mehreren Schritten gereinigt und restauriert.
Lorimer schrieb die Gestaltung der Plastik nicht öffentlich aus, sondern beauftragte direkt Deuchars. Dass es für einen solch bedeutenden Auftrag keine Ausschreibung gegeben hatte, führte zu Protesten der Gruppe der Bildhauer in der Royal Scottish Academy. In der Folge versuchten sie ihn erfolglos in der Organisation zu blockieren.

## Beschreibung
Das Glenelg War Memorial steht abseits der Uferstraße am Ufer der Glenelg Bay am Sound of Sleat. Das schlichte quadratische Postament des Denkmals ist aus Quadern von cremefarbenem Covesea-Sandstein aus Moray aufgemauert. Es ist etwa 2,4 Meter hoch und von einem schlichten gusseisernen Zaun umfriedet. Die kolossale Bronzeplastik ist etwa 3,1 Meter hoch, woraus sich eine Gesamthöhe von etwa 5,5 Metern ergibt.
Die aus drei Figuren bestehende Gruppe zeigt eine Engelsfigur mit erhobenem Lorbeerkranz, einen Soldaten der Cameron Highlander mit Kilt und Schottenmütze, Gewehr, Tornister und Stahlhelm sowie eine kniend flehende Frauengestalt. Sie repräsentieren Frieden (Soldat), Sieg (Engel) und Menschheit (Frau) und symbolisieren Sieg und Frieden, die der geplagten Menschheit helfen. Das Bild ist nicht verherrlichend, sondern tragisch gestaltet. Der Soldat mit beschädigter Ausrüstung und gesenktem, leerem Blick kann den hochgereckten Lorbeerkranz unmöglich erreichen und spiegelt den vergangenen Ruhm wider.
Die in das Postament eingelegte Bronzeplatte zeigt die Inschrift: 1914–1919 To the glory of God and in honoured memory of the officers non-commissioned officers and men who gave their lives for their Country in the Great War Their name liveth for evermore Also of the following who fell in the  Second World War 1939–1945. Unter den Namen der 16 Gefallenen des Ersten und den ergänzten vier Namen von gefallenen Soldaten des Zweiten Weltkriegs findet sich der des 1917 in Frankreich gefallenen konservativen Unterhausabgeordneten Valentine Fleming, Vater des Schöpfers der Agentenfigur James Bond, Ian Fleming, und des Schriftstellers Peter Fleming.